# Raidió Teilifís Éireann
Raidió Teilifís Éireann [ˈɾadʲoː ˈtʲɛlʲəfʲiːʃ ˈeːɾʲən̪], kurz RTÉ [ɛɾʲtʲeːeː], häufiger [ˈɑɹtiːiː], ist die öffentlich-rechtliche Rundfunkgesellschaft in der Republik Irland. Gegründet wurde sie am 1. Juni 1960. RTÉ hat seinen Hauptsitz im Stadtteil Donnybrook im Süden Dublins.

## Geschichte
Obwohl die Rundfunkgesellschaft erst später gegründet wurde, wurde in Irland bereits am 1. Januar 1926 mit der Ausstrahlung eines Radioprogramms begonnen. Am Silvesterabend 1961 wurde der Fernsehbetrieb aufgenommen. Im Laufe der Jahre kamen mehrere Hörfunk- und Fernsehprogramme sowie ein Internetauftritt mit aktuellen Nachrichten hinzu.
Im Jahr 1969 verübte die Ulster Volunteer Force im Zuge des Nordirlandkonflikts einen Bombenanschlag auf das Studiogebäude.
Das Onlineportal RTÉ News wurde 1996 gegründet; es zählt „zu den am meisten besuchten in Irland“.
In der Nähe von Tullamore betrieb der irische Rundfunk RTÉ bis zum 24. März 2008 einen auch in Deutschland empfangbaren Mittelwellensender (Sendefrequenz: 567 kHz), dessen 290 Meter hoher Sendemast das höchste Bauwerk in Irland ist.
Im Herbst 2010 begann die konkrete Planungsphase für ein mit insgesamt 350 Mio. Euro veranschlagtes, Project 2025 genanntes umfassendes Modernisierungsvorhaben, für das Ende November 2010 die Baugenehmigung erteilt wurde.
Mit Wirkung vom 1. Juni 2010 löste Glen Killane den vorherigen Fernsehchef (managing director of television) und späteren RTÉ-Generaldirektor Noel Curran als managing director of television ab. Als neuer Generaldirektor des Senders wurde im November 2010 mit Wirkung ab Februar 2011 Noel Curran, der frühere managing director of television, benannt.
Die letzten verbliebenen Sendungen von RTÉ auf Kurzwelle für Afrika wurden mit dem Ende des Jahres 2016 eingestellt. Die Hörer wurden stattdessen auf die Livestreams im Internet verwiesen.
RTÉ nutzte von 2006 bis 2021 auch das Digitale Hörfunkformat DAB+. Im Zuge von Sparmaßnahmen musste sich der Sender entscheiden, das erst 1999 gegründete Kulturprogramm RTÉ lyric fm oder die Ausstrahlungen auf DAB+ einzustellen. Man entschied sich schließlich dafür, das Studio des Kulturprogramms in Limerick, von dem aus RTÉ lyric fm ursprünglich ausschließlich gesendet wurde, zu schließen und das Programm im Übrigen beizubehalten. Auch der Langwellensender wurde weiter betrieben, weil darüber viele Iren, die nach Großbritannien ausgewandert waren, die Sendungen von RTÉ hörten. Die Nutzung der Langwelle endete gleichwohl aus Kostengründen am 14. April 2023, obwohl kritisiert wurde, dass dadurch viele ältere Iren im Ausland von der Nutzung des Hörfunks ausgeschlossen würden. Die Ausstrahlung auf DAB+ endete schon im Jahr 2021, weil sich herausgestellt hatte, dass dieser Dienst nur von sehr wenigen Hörern genutzt wurde. Nur 8 % der Hörer schalteten die digitalen Verbreitungswege ein, davon 5 % über mobile Endgeräte, 2 % über ihren PC, 1,5 % über einen Smart Speaker, 0,6 % über ein Fernsehgerät und nur 0,5 % hörten noch DAB+.
2023 stießen externe Rechnungsprüfer auf Unregelmäßigkeiten in der Bilanz und stellten fest, dass RTÉ sechs Jahre lang dem bekannten Moderator Ryan Tubridy deutlich mehr Honorar überwiesen hatte als öffentlich bekannt. Dies beschädigte die Glaubwürdigkeit des Senders.

## Finanzierung
Mehr als die Hälfte der Einnahmen von RTÉ kommen aus Gebühren, 45 Prozent kommen aus Werbung. Allein 2022 gab es etwa 10.000 Verfahren, weil Rundfunkteilnehmer ihre Gebühren nicht bezahlt hatten. 2023 kam es zu einer Debatte um ein neues Finanzierungsmodell des Senders.

## Programme

### Hörfunk
- RTÉ Radio 1 (Nachrichten, Sport, Hörspiel und Radio-Feature, leichte Musik)
- RTÉ 2fm (Rock- und Popmusikwelle)
- RTÉ Lyric FM (Kulturprogramm mit klassischer Musik, Jazz und Grenzgebieten; kulturelles Wort)
- RTÉ Raidió na Gaeltachta (irischsprachiges Radio, irische Folkmusik)
- RTÉ 2XM (digital, alternative Musik)
- RTÉ Gold (digital, Oldies)
- RTÉ Junior (digital, zwischen 7 und 21 Uhr, Kinderprogramm) / RTÉ Chill (digital, zwischen 21 und 7 Uhr, Entspannung)
- RTÉ Pulse (digital, Electro/Dance/House)
- RTÉ Radio 1 Extra (Wortprogramm, bis 2013 unter dem Namen RTÉ Choice)

### Fernsehen
- RTÉ One
- RTÉ2
- RTÉ News Now
- RTÉjr
- RTÉ One +1

Neben diesen Programmen produziert RTÉ auch noch den Teletext (Aertel genannt) für seine Fernsehprogramme.